# سنا خان
سنا خان (انگلیسی: Sana Khan؛ زادهٔ ۲۱ اوت ۱۹۸۷) یک هنرپیشه اهل هند است.
وی از سال ۲۰۰۵ میلادی تاکنون مشغول فعالیت بوده‌است. سناخان یک مسلمان است.
از فیلم‌هایی که وی در آن نقش داشته‌است می‌توان به جی هو، توالت، گل، دلیلش تویی و هزار چراغ اشاره کرد.